# Trupanea polyclona
Trupanea polyclona
 es una especie de insecto díptero descrito científicamente por primera vez por Friedrich Hermann Loew en el año 1873.
Esta especie pertenece al género Trupanea de la familia Tephritidae.